# Dél-Korea az 1972. évi nyári olimpiai játékokon
Dél-Korea az NSZK-beli Münchenben megrendezett 1972. évi nyári olimpiai játékok egyik részt vevő nemzete volt. Az országot az olimpián 8 sportágban 42 sportoló képviselte, akik összesen 1 érmet szereztek.

## Érmesek
| Érem  | Versenyző                | Sportág   | Versenyszám     |
| ----- | ------------------------ | --------- | --------------- |
| Ezüst | O Szungnip (O Seung-nip) | Cselgáncs | Férfi középsúly |

## Atlétika
Férfi
| Versenyző                   | Versenyszám | Selejtező | Selejtező | Döntő    | Döntő    |
| Versenyző                   | Versenyszám | Eredmény  | Helyezés  | Eredmény | Helyezés |
| --------------------------- | ----------- | --------- | --------- | -------- | -------- |
| Pak Szangszu (Park Sang-su) | Magasugrás  | 200 cm    | 32.       | kiesett  | kiesett  |

Női
| Versenyző              | Versenyszám   | Selejtező        | Selejtező        | Döntő    | Döntő    |
| Versenyző              | Versenyszám   | Eredmény         | Helyezés         | Eredmény | Helyezés |
| ---------------------- | ------------- | ---------------- | ---------------- | -------- | -------- |
| Pek Okcsa (Baeg Ok-Ja) | Súlylökés     | 15,78 m          | 15.              | kiesett  | kiesett  |
| Pek Okcsa (Baeg Ok-Ja) | Diszkoszvetés | nem állt rajthoz | nem állt rajthoz | kiesett  | kiesett  |

## Birkózás
Kötöttfogású
| Versenyző                     | Versenyszám | 1. forduló                   | 2. forduló                       | 3. forduló                | 4. forduló        | 5. forduló        | 6. forduló        | 7. forduló        | Döntő             | Helyezés    |
| Versenyző                     | Versenyszám | Ellenfél Eredmény            | Ellenfél Eredmény                | Ellenfél Eredmény         | Ellenfél Eredmény | Ellenfél Eredmény | Ellenfél Eredmény | Ellenfél Eredmény | Ellenfél Eredmény | Helyezés    |
| ----------------------------- | ----------- | ---------------------------- | -------------------------------- | ------------------------- | ----------------- | ----------------- | ----------------- | ----------------- | ----------------- | ----------- |
| An Cshonjong (An Cheon-yeong) | 57 kg       | David Hazewinkel (USA) · 1-3 | Varga János (HUN) · visszalépett | Risto Björlin (FIN) · 3-1 | kiesett           | kiesett           | kiesett           | kiesett           | kiesett           | helyezetlen |

Szabadfogású
| Versenyző                      | Versenyszám | 1. forduló                        | 2. forduló                     | 3. forduló                         | 4. forduló        | 5. forduló        | 6. forduló        | 7. forduló        | Döntő             | Helyezés    |
| Versenyző                      | Versenyszám | Ellenfél Eredmény                 | Ellenfél Eredmény              | Ellenfél Eredmény                  | Ellenfél Eredmény | Ellenfél Eredmény | Ellenfél Eredmény | Ellenfél Eredmény | Ellenfél Eredmény | Helyezés    |
| ------------------------------ | ----------- | --------------------------------- | ------------------------------ | ---------------------------------- | ----------------- | ----------------- | ----------------- | ----------------- | ----------------- | ----------- |
| Kim Jongdzsun (Kim Yeong-jun)  | 52 kg       | James Carr (USA) · kétvállas      | Sudesh Kumar (IND) · kétvállas | Ali Rıza Alan (TUR) · 3-1          | kiesett           | kiesett           | kiesett           |                   | kiesett           | helyezetlen |
| An Dzsevon (An Jae-won)        | 57 kg       | Zbigniew Żedzicki (POL) · 3-1     | Ernst Hack (AUT) · 0.5-3.5     | Janagida Hideaki (JPN) · kétvállas | kiesett           | kiesett           | kiesett           | kiesett           | kiesett           | helyezetlen |
| Kvak Gvangung (Kwak Gwang-ung) | 90 kg       | Günter Spindler (GDR) · kétvállas | Ion Marton (ROU) · 1-3         | Bárbaro Morgan (CUB) · 3-1         | kiesett           | kiesett           | kiesett           |                   | kiesett           | helyezetlen |

## Cselgáncs
| Versenyző                        | Versenyszám  | Csoport | Selejtező         | 1. forduló                     | 2. forduló                | 3. forduló              | 4. forduló                | Vigaszág 1. forduló                            | Vigaszág 2. forduló | Vigaszág 3. forduló | Elődöntő                   | Döntő                    | Helyezés    |
| Versenyző                        | Versenyszám  | Csoport | Ellenfél Eredmény | Ellenfél Eredmény              | Ellenfél Eredmény         | Ellenfél Eredmény       | Ellenfél Eredmény         | Ellenfél Eredmény                              | Ellenfél Eredmény   | Ellenfél Eredmény   | Ellenfél Eredmény          | Ellenfél Eredmény        | Helyezés    |
| -------------------------------- | ------------ | ------- | ----------------- | ------------------------------ | ------------------------- | ----------------------- | ------------------------- | ---------------------------------------------- | ------------------- | ------------------- | -------------------------- | ------------------------ | ----------- |
| Han Szongcshol (Han Seong-cheol) | Könnyűsúly   | A       |                   | erőnyerő                       | Kavagucsi Takao (JPN) · V |                         |                           | Cseng Csi-hsziang (Cheng Chi-Hsiang) (ROC) · V | kiesett             | kiesett             | kiesett                    | kiesett                  | 9.          |
| Csang Ingvon (Jang In-gwon)      | Váltósúly    | B       |                   | Luciano Di Palma (ITA) · GY    | Patrick Vial (FRA) · V    | kiesett                 | kiesett                   |                                                |                     |                     |                            |                          | 12.         |
| O Szungnip (O Seung-nip)         | Középsúly    | B       | erőnyerő          | Cherdpong Punsoni (THA) · GY   | Petr Jákl (TCH) · GY      | Lutz Lischka (AUT) · GY | Szekine Sinobu (JPN) · GY |                                                |                     |                     | Jean-Paul Coche (FRA) · GY | Szekine Sinobu (JPN) · V |             |
| Kim Ithe (Kim Eui-tae)           | Félnehézsúly | A       |                   | Hamadi Camara (MLI) · GY       | James Wooley (USA) · V    | kiesett                 | kiesett                   |                                                |                     |                     |                            |                          | 13.         |
| Kim Ithe (Kim Eui-tae)           | Nyílt        | A       |                   | Petr Jákl (TCH) · visszalépett | kiesett                   | kiesett                 | kiesett                   |                                                |                     |                     |                            |                          | helyezetlen |

## Ökölvívás
| Versenyző                   | Versenyszám   | Selejtező                         | 32-es főtábla                | Nyolcaddöntő                         | Negyeddöntő                  | Elődöntő          | Döntő             | Helyezés |
| Versenyző                   | Versenyszám   | Ellenfél Eredmény                 | Ellenfél Eredmény            | Ellenfél Eredmény                    | Ellenfél Eredmény            | Ellenfél Eredmény | Ellenfél Eredmény | Helyezés |
| --------------------------- | ------------- | --------------------------------- | ---------------------------- | ------------------------------------ | ---------------------------- | ----------------- | ----------------- | -------- |
| I Szogun (Lee Seog-un)      | Papírsúly     |                                   | Roman Rożek (POL) · 5-0      | Kim Ugil (Kim U-gil) (PRK) · 1-4     | kiesett                      | kiesett           | kiesett           | 9.       |
| Ju Dzsongman (Yu Jong-man)  | Légsúly       | erőnyerő                          | Saidi Tambwe (TAN) · 5-0     | Nyamdashiin Batsüren (MGL) · 4-1     | Leszek Błażyński (POL) · 2-3 | kiesett           | kiesett           | 5.       |
| Ko Szenggun (Go Saeng-geun) | Harmatsúly    | Ayele Mohamed (ETH) · RSC         | Abdel Aziz Hammi (TUN) · 5-0 | Juan Francisco Rodríguez (ESP) · 0-5 | kiesett                      | kiesett           | kiesett           | 9.       |
| Kim Theho (Kim Tae-ho)      | Könnyűsúly    | erőnyerő                          | Guitry Bananier (FRA) · KO   | Antoniu Vasile (ROU) · RSC           | Orbán László (HUN) · 1-4     | kiesett           | kiesett           | 5.       |
| Pak Thesik (Park Tae-sik)   | Kisváltósúly  |                                   | Abdou Fall (SEN) · RSC       | Issaka Daboré (NIG) · RSC            | kiesett                      | kiesett           | kiesett           | 9.       |
| Im Dzsegun (Im Jae-geun)    | Nagyváltósúly | Namkhain Tsend-Ayuush (MGL) · 3-2 | erőnyerő                     | Rolando Garbey (CUB) · RSC           | kiesett                      | kiesett           | kiesett           | 9.       |

## Röplabda

### Férfi
| Dél-koreai férfi röplabdacsapat-játékoskeret | Dél-koreai férfi röplabdacsapat-játékoskeret                                                                                              |
| --- | --- |
| - Cshö Dzsongok (Choi Jong-ok) - Csong Donggi (Jeong Dong-gi) - Csin Dzsunthak (Jin Jun-tak) - Kang Manszu (Gang Man-su) - Kim Cshunghan (Kim Chung-han) | - Kim Gonbong (Kim Geon-bong) - Kim Gühvan (Kim Gwi-hwan) - I Szongu (Lee Seon-gu) - I Jonggvan (Lee Yong-gwan) - Pak Kivon (Park Gi-won) |

#### Eredmények
Csoportkör
A csoport
|                     |      | Mérkőzések | Mérkőzések | Szettek | Szettek | Szettek | Pontok | Pontok | Pontok |
| Csapat              | Pont | Gy         | V          | Sz+     | Sz–     | SzA     | P+     | P–     | PA     |
| ------------------- | ---- | ---------- | ---------- | ------- | ------- | ------- | ------ | ------ | ------ |
| Szovjetunió (URS)   | 10   | 5          | 0          | 15      | 3       | 5,000   | 257    | 196    | 1,311  |
| Bulgária (BUL)      | 9    | 4          | 1          | 13      | 8       | 1,625   | 294    | 235    | 1,251  |
| Csehszlovákia (TCH) | 8    | 3          | 2          | 11      | 6       | 1,833   | 230    | 205    | 1,122  |
| Dél-Korea (KOR)     | 7    | 2          | 3          | 7       | 10      | 0,700   | 209    | 197    | 1,061  |
| Lengyelország (POL) | 6    | 1          | 4          | 8       | 12      | 0,667   | 237    | 259    | 0,915  |
| Tunézia (TUN)       | 5    | 0          | 5          | 0       | 15      | 0,000   | 90     | 225    | 0,400  |

| 1972. augusztus 27. 19:30 | Dél-Korea (KOR)            | 1 – 3 | Bulgária (BUL) |  |
| 1972. augusztus 27. 19:30 | (18–16, 6–15, 9–15, 13–15) |       |                |  |

| 1972. augusztus 29. 14:00 | Dél-Korea (KOR)      | 0 – 3 | Szovjetunió (URS) |  |
| 1972. augusztus 29. 14:00 | (15–17, 12–15, 4–15) |       |                   |  |

| 1972. augusztus 31. 14:00 | Lengyelország (POL)        | 1 – 3 | Dél-Korea (KOR) |  |
| 1972. augusztus 31. 14:00 | (7–15, 15–13, 11–15, 6–15) |       |                 |  |

| 1972. szeptember 2. 10:00 | Dél-Korea (KOR)    | 3 – 0 | Tunézia (TUN) |  |
| 1972. szeptember 2. 10:00 | (15–1, 15–3, 15–1) |       |               |  |

| 1972. szeptember 5. 10:30 | Dél-Korea (KOR)      | 0 – 3 | Csehszlovákia (TCH) |  |
| 1972. szeptember 5. 10:30 | (11–15, 5–15, 13–15) |       |                     |  |

Az 5–8. helyért
| 1972. szeptember 8. 14:00 | Dél-Korea (KOR)     | 0 – 3 | Románia (ROU) |  |
| 1972. szeptember 8. 14:00 | (12–15, 7–15, 8–15) |       |               |  |

A 7. helyért
| 1972. szeptember 9. 14:00 | Dél-Korea (KOR)     | 3 – 0 | Brazília (BRA) |  |
| 1972. szeptember 9. 14:00 | (18–16, 15–7, 15–5) |       |                |  |

| Csapat          | Helyezés |
| --------------- | -------- |
| Dél-Korea (KOR) | 7.       |

### Női
| Dél-koreai női röplabdacsapat-játékoskeret | Dél-koreai női röplabdacsapat-játékoskeret                                                                    |
| --- | --- |
| - Cso Hjedzsong (Jo Hye-jeong) - Jun Jongne (Yun Yeong-nae) - Ju Dzsonghje (Yu Jeong-hye) - Ju Gjonghva (Yu Gyeong-hwa) - Kim Unhi (Kim Eun-hui) | - Kim Jongdzsa (Kim Yeong-ja) - I Inszuk (Lee In-suk) - I Dzsongdzsa (Lee Jeong-ja) - I Szunbok (Lee Sun-bok) |

#### Eredmények
Csoportkör
A csoport
|                    |      | Mérkőzések | Mérkőzések | Szettek | Szettek | Szettek | Pontok | Pontok | Pontok |
| Csapat             | Pont | Gy         | V          | Sz+     | Sz–     | SzA     | P+     | P–     | PA     |
| ------------------ | ---- | ---------- | ---------- | ------- | ------- | ------- | ------ | ------ | ------ |
| Szovjetunió (URS)  | 6    | 3          | 0          | 9       | 2       | 4,500   | 159    | 96     | 1,656  |
| Dél-Korea (KOR)    | 5    | 2          | 1          | 7       | 3       | 2,333   | 127    | 99     | 1,283  |
| Magyarország (HUN) | 4    | 1          | 2          | 4       | 6       | 0,667   | 114    | 131    | 0,870  |
| NSZK (FRG)         | 3    | 0          | 3          | 0       | 9       | 0,000   | 61     | 135    | 0,452  |

| 1972. augusztus 27. 21:00 | Dél-Korea (KOR)           | 1 – 3 | Szovjetunió (URS) |  |
| 1972. augusztus 27. 21:00 | (15–11, 8–15, 7–15, 7–15) |       |                   |  |

| 1972. augusztus 29. 15:30 | Magyarország (HUN)   | 0 – 3 | Dél-Korea (KOR) |  |
| 1972. augusztus 29. 15:30 | (7–15, 13–15, 11–15) |       |                 |  |

| 1972. augusztus 31. 21:00 | Dél-Korea (KOR)    | 3 – 0 | NSZK (FRG) |  |
| 1972. augusztus 31. 21:00 | (15–2, 15–8, 15–2) |       |            |  |

Elődöntő
| 1972. szeptember 3. 15:30 | Dél-Korea (KOR)    | 0 – 3 | Japán (JPN) |  |
| 1972. szeptember 3. 15:30 | (3–15, 5–15, 9–15) |       |             |  |

Bronzmérkőzés
| 1972. szeptember 7. 19:30 | Dél-Korea (KOR)    | 0 – 3 | Észak-Korea (PRK) |  |
| 1972. szeptember 7. 19:30 | (7–15, 9–15, 9–15) |       |                   |  |

| Csapat          | Helyezés |
| --------------- | -------- |
| Dél-Korea (KOR) | 4.       |

## Sportlövészet
Nyílt
| Versenyző                         | Versenyszám       | Pont | Helyezés |
| --------------------------------- | ----------------- | ---- | -------- |
| Cshö Cshungszok (Choi Chung-seok) | Sportpuska, fekvő | 589  | 60.      |
| Kim Namgu (Kim Nam-gu)            | Trap              | 177  | 41.      |
| Kim Theszok (Kim Tae-seok)        | Trap              | 181  | 32.      |
| Pak Togun (Park Do-geun)          | Skeet             | 182  | 44.      |
| Pak Szongthe (Park Seong-tae)     | Skeet             | 168  | 56.      |

## Súlyemelés
| Versenyző               | Versenyszám | Nyomás   | Nyomás   | Szakítás | Szakítás | Lökés    | Lökés    | Összesen | Helyezés |
| Versenyző               | Versenyszám | Eredmény | Helyezés | Eredmény | Helyezés | Eredmény | Helyezés | Összesen | Helyezés |
| ----------------------- | ----------- | -------- | -------- | -------- | -------- | -------- | -------- | -------- | -------- |
| Von Sinhi (Won Sin-hui) | 67,5 kg     | 132,5    | 14.      | 130,0    | 3.       | 165,0    | 6.       | 427,5    | 7.       |

## Úszás
Férfi
| Versenyző              | Versenyszám  | Előfutam | Előfutam | Előfutam | Döntő   | Döntő    |
| Versenyző              | Versenyszám  | Idő      | Hely.    | Össz.    | Idő     | Helyezés |
| ---------------------- | ------------ | -------- | -------- | -------- | ------- | -------- |
| Cso Orjon (Jo O-ryeon) | 400 m gyors  | 4:21,78  | 6.       | 35.      | kiesett | kiesett  |
| Cso Orjon (Jo O-ryeon) | 1500 m gyors | 17:29,23 | 4.       | 30.      | kiesett | kiesett  |